# アレクサンダー・ハミルトン (航海士)
アレクサンダー・ハミルトン（英語: Alexander Hamilton、生没年不詳、1688年以前生–1733年以後没）は、スコットランドの船乗りで私掠船の船長、また商人である。

## 評伝
若いころのハミルトンは、広くヨーロッパ、北アフリカのバーバリー・コースト（ベルベル海岸）、カリブ海方面、インドそして東南アジアを航海した。1688年にインド西海岸のボンベイ（現在のムンバイ）に到着した彼は、そこで起こった地域紛争を機にイギリス東インド会社にしばらくの期間雇い入れられ、グジャラート州のスーラトを本拠に活動する私貿易商に位置づけられた。彼は1717年6月にはボンベイ海軍の司令官に任命され、そののちは海賊行為を取り締まった。
ハミルトンに関する情報源として主要なものは、彼自身の著作"A New Account of the East Indies"（1727年）である。ここにおける"the East Indies"（「東インド」）という用語は、現在の用語よりもはるかに広い地理的エリアを包括しており、喜望峰と日本列島のあいだの多数の国ぐにや島じまを含んでいる。同書は、活き活きとした逸話で描写され、近世アジアを知るうえで貴重な洞察を提供している。一例では、ハミルトンが1695年にジョホール王国を訪れたときの記録には、1,000家族におよぶ中国人の職人や商人がそこに居住し、アラブやスーラト出身のイスラームの宗教家も多数活躍していたと記されている。